# Komuna e Vitisë
Komuna e Vitisë är en kommun i Kosovo. Den ligger i den sydöstra delen av landet, 40 km söder om huvudstaden Priština. Antalet invånare är 4 924. Arean är 270 kvadratkilometer.
Terrängen i Komuna e Vitisë är kuperad österut, men västerut är den platt.